# Gomené
Gomené település Franciaországban, Côtes-d’Armor megyében. Lakosainak száma 549 fő (2022. január 1.). Gomené Ménéac, Laurenan, Plémet, Merdrignac és Plumieux községekkel határos.

## Népesség
A település népességének változása:
| Lakosok száma | 718  | 596  | 535  | 585  | 547  | 546  | 546  | 544  | 543  | 549  |
|               | 1968 | 1982 | 1990 | 2006 | 2013 | 2015 | 2017 | 2019 | 2020 | 2022 |